# アイタイネット
アイタイネット (Aitai net) は、ケーブルテレビ (CATV) 事業者であるひまわりネットワークなどが提供するインターネットサービスプロバイダ（ISP）事業の名称である。

## 概説
ひまわりネットワーク及び、ひまわりネットワークと提携している三河湾ネットワーク・おりべネットワーク・シーシーエヌでも提供されているISPサービスであり、定額制にて提供される。
KDDI系列のため、ケーブルプラス電話及びau スマートバリュー等のKDDI系のサービス及び割引が利用可能。
また、携帯電話の小型基地局であるフェムトセルは、KDDIのauフェムトセル及びソフトバンクモバイルのホームアンテナFTが利用可能である。
全社とも光ファイバー（FTTH）サービスを提供。なお、HFCネットワーク（光ハイブリッド）も全社で従来より提供がなされているが、ホームページ等での積極的な展開は見られなくなっている。

## プラン・基本料一覧

### 光ファイバー (FTTH) サービス
| プラン名           | 通信速度 （上下ともに最大） | 月額料金(税別) | 備考                                                                                   |
| ------------------ | --------------------------- | -------------- | -------------------------------------------------------------------------------------- |
| ひまわり光10ギガ   | 10Gbps                      | 8,500円        | ひまわりネットワーク・三河湾ネットワーク・おりべネットワーク・シーシーエヌにて提供     |
| 光プレミアム       | 1Gbps                       | 5,500円        |                                                                                        |
| トリプルパック     | 1Gbps                       | 5,400円        | シーシーエヌのみ提供。パックプランのため、料金には「テレビ」及び「電話」の料金を含む。 |
| 500メガトリプル    | 500Mbps                     | 5,437円        | シーシーエヌを除く。パックプランのため、料金には「テレビ」及び「電話」の料金を含む。   |
| 光スタンダード     | 300Mbps                     | 4,572円        | シーシーエヌは集合住宅専用プラン「マンション専用300M」として提供。                     |
| マンション専用100M | 100Mbps                     | 3,429円        | シーシーエヌの集合住宅専用プラン。                                                     |
| 光ステップアップ   | 33Mbps                      | 4,262円        |                                                                                        |
| 光スタート         | 10Mbps                      | 3,119円        |                                                                                        |

1. ↑  シーシーエヌのプラン名は「10Gコース」
2. ↑  シーシーエヌのプラン名は「1Gコース」
3. ↑  ひまわりネットワークは5,400円で提供。

### HFCサービス
| プラン名             | 通信速度 （下り最大） | 月額料金(税別) | 備考                                                          |
| -------------------- | --------------------- | -------------- | ------------------------------------------------------------- |
| プレミアムプラン     | 200Mbps               | 5,500円        | 月額基本料金にはケーブルモデムレンタル料500円（税別）を含む。 |
| スタンダードプラン   | 110Mbps               | 4,739円        | 月額基本料金にはケーブルモデムレンタル料500円（税別）を含む。 |
| ステップアッププラン | 33Mbps                | 4,262円        | 月額基本料金にはケーブルモデムレンタル料500円（税別）を含む。 |
| スタートプラン       | 10Mbps                | 3,119円        | 月額基本料金にはケーブルモデムレンタル料500円（税別）を含む。 |

## 提供しているオプションサービス

### メール関連
| サービス名                     | 備考 |
| ------------------------------ | --- |
| メールアカウント追加           | アイタイドメイン(aitai.ne.jp)のメールを使えるようになるサービス。インターネット1契約ごとに1つ無料で最大50アカウントまで追加可能。 |
| メール転送サービス             | 最大10メールアカウントへの転送ができるサービス。                                                                                  |
| メールウイルスチェックサービス | パソコンなどで受信する前にメールサーバーにてウイルスチェックをしてくれるサービス。                                                |
| Webメール                      | アイタイドメインのメールをWeb上から使用できるサービス。                                                                           |
| 迷惑メール対策                 | サーバー上で迷惑メール反対を行うことで、ユーザーのパソコンには迷惑メールが入らないようにする。                                    |

### その他
| サービス名             | 備考 |
| ---------------------- | --- |
| ウイルスバスター月額版 | ウイルスバスターを月額払いできるサービスで、インターネットの使用料と合算して支払う事が可能。 |
| DHCPグローバルIP       | 通常のプライベートIPアドレスではなく、グローバルIPアドレスが割り当てられるサービス(接続した機器のMACアドレスに紐付いた割当がなされるため、長期間機器を未接続としない限り変更される事は殆ど無い)。なお、HFCのプレミアムプラン及び光ファイバー(FTTH)サービスの1Gbpsサービス(光プレミアムプラン)では自動的にDHCPグローバルIPとなる。 |
| コンテンツフィルター   | 出会い系、アダルト、暴力、カルトなどの有害サイトへの接続を遮断できるサービスで、パソコンにソフトをインストールして設定する必要がある。 |
| ドメインサービスW/M    | 独自ドメインでのWeb開設とメールが利用できるサービス。月額基本料金内にてドメイン全体で200MBの容量と10個のメールアカウントが利用可能。オプションにてメールアカウントを10個あたり1,575円にて最大100アカウントまでの追加と、100MBあたり1,050円にて1GBまで拡張が可能。                                                                 |
| ドメインサービスM      | 独自ドメインでメールが利用できるサービス。月額基本料金内にてドメイン全体で100MBの容量と10個のメールアカウントが利用できる。オプションにてメールアカウントを10個あたり1,575円にて最大100アカウントまでの追加と、100MBあたり1,000円（税抜）にて1GBまで拡張が可能。                                                                  |
| アイタイフォン         | 050番号を利用したIP電話サービスで、全国のCATV局が提供する050番号を利用したIP電話とKDDI系列の050番号を利用したIP電話あての通話が無料となる。また、固定電話や携帯電話あての国内通話や国際電話も格安で利用が可能。 |

### 法人向け
| サービス名                | 備考 |
| ------------------------- | --- |
| 固定グローバルIP サービス | アイタイネット払い出しの固定IPアドレスが使用できるサービスで、サーバー等での使用は規約上不可となっている。なお、DHCPグローバルIPサービスが提供されるまでは、唯一のグローバルIPアドレスが利用できるサービスだった。 |
| LAN接続 サービス          | 独自ドメインにてLAN接続できるサービスで、サーバー等での使用が可能。初期費用として、独自ドメイン取得代行・ 移管費用とIPアドレス割当費用が別途必要。                                                                 |

## サービス提供エリア
（）内は提供CATV局名

### 全域で提供している自治体
- 愛知県
  - 長久手市（ひまわりネットワーク）[1]
  - みよし市（ひまわりネットワーク）[1]
  - 蒲郡市（三河湾ネットワーク）
- 岐阜県
  - 笠松町（シーシーエヌ）[1]
  - 羽島市（シーシーエヌ）[1]
  - 美濃市（シーシーエヌ）[1]

### 一部地域で提供している自治体
- 愛知県
  - 豊田市（ひまわりネットワーク）[1]
  - 幸田町（三河湾ネットワーク）
- 岐阜県
  - 各務原市（シーシーエヌ）[1]
  - 北方町（シーシーエヌ）[1]
  - 岐南町（シーシーエヌ）[1]
  - 岐阜市（シーシーエヌ）[1]
  - 関市（シーシーエヌ）[1]
  - 瑞穂市（シーシーエヌ）[1]
  - 多治見市（おりべネットワーク）
  - 土岐市（おりべネットワーク）
  - 瑞浪市（おりべネットワーク）